# Pasi Rautiainen
Pasi Pentti Rautiainen (ur. 18 lipca 1961 w Helsinkach) – fiński piłkarz występujący na pozycji pomocnika. Trener piłkarski.

## Kariera klubowa
Rautiainen karierę rozpoczynał w sezonie 1978 w pierwszoligowym zespole HJK. W debiutanckim sezonie zdobył z nim mistrzostwo Finlandii. W 1980 roku przeszedł do niemieckiego Bayernu Monachium. W Bundeslidze zadebiutował 3 września 1980 w wygranym 5:1 meczu z FC Schalke 04. Jednocześnie było to jedyne spotkanie rozegrane przez niego w barwach Bayernu, z którym w sezonie 1980/1981 zdobył mistrzostwo Niemiec.
W 1981 roku Rautiainen odszedł do innego pierwszoligowca, Werderu Brema. Ligowy debiut zanotował tam 8 sierpnia 1981 przeciwko Borussii Mönchengladbach (4:2). 8 maja 1982 w wygranym 2:1 pojedynku z Eintrachtem Frankfurt strzelił pierwszego gola w Bundeslidze. W Werderze spędził sezon 1981/1982.
W 1982 roku Rautiainen przeszedł do Arminii Bielefeld, także grającej w Bundeslidze. W sezonie 1984/1985 spadł z nią do 2. Bundesligi. W 1986 roku wrócił do HJK, jednak jeszcze w tym samym roku przeniósł się do szwajcarskiego FC Locarno. Tam grał do końca sezonu 1986/1987.
Następnie został graczem niemieckiego drugoligowca, SG Wattenscheid 09. Jego barwy reprezentował przez dwa sezony. W 1989 roku wrócił do HJK, gdzie występował do kariery w 1994 roku. Wraz z HJK zdobył dwa mistrzostwa Finlandii (1990, 1992) i Puchar Finlandii (1993).

## Kariera reprezentacyjna
W reprezentacji Finlandii Rautiainen zadebiutował 5 lutego 1979 w przegranym 0:1 towarzyskim meczu z Irakiem. W latach 1979–1987 w drużynie narodowej rozegrał 25 spotkań.

## Kariera trenerska
Jako trener Rautiainen prowadził zespoły PK-35, FC Jokerit, FC KooTeePee, Levadia Maardu, Flora oraz TPS. Wraz z Levadią w sezonie 2001/2002 wywalczył wicemistrzostwo Estonii, a także dotarł do finału Pucharu Estonii.